# Discophora montana
Discophora montana är en tvåhjärtbladig växtart som beskrevs av Howard. Discophora montana ingår i släktet Discophora och familjen Icacinaceae. Inga underarter finns listade i Catalogue of Life.